# اره‌ماهی دندان‌بزرگ
اره‌ماهی دندان‌بزرگ (نام علمی: Pristis microdon) نام یک گونه از تیره اره‌ماهی است.